# Sauvian
Sauvian ist eine französische Gemeinde mit 5498 Einwohnern (Stand: 1. Januar 2022) im Département Hérault in der Region Okzitanien. Sie gehört zum Arrondissement Béziers und zum Kanton Béziers-3.

## Geographie
Sauvian liegt etwa sieben Kilometer südlich von Béziers am Fluss Orb. Umgeben wird Sauvian von den Nachbargemeinden Béziers im Norden und Nordwesten, Villeneuve-lès-Béziers im Nordosten, Sérignan im Osten und Südosten sowie Vendres im Süden und Westen.

## Bevölkerungsentwicklung
| Jahr      | 1962 | 1968 | 1975 | 1982 | 1990 | 1999 | 2006 | 2017 |
| Einwohner | 718  | 826  | 1134 | 2030 | 3178 | 3558 | 4109 | 5353 |

## Sehenswürdigkeiten

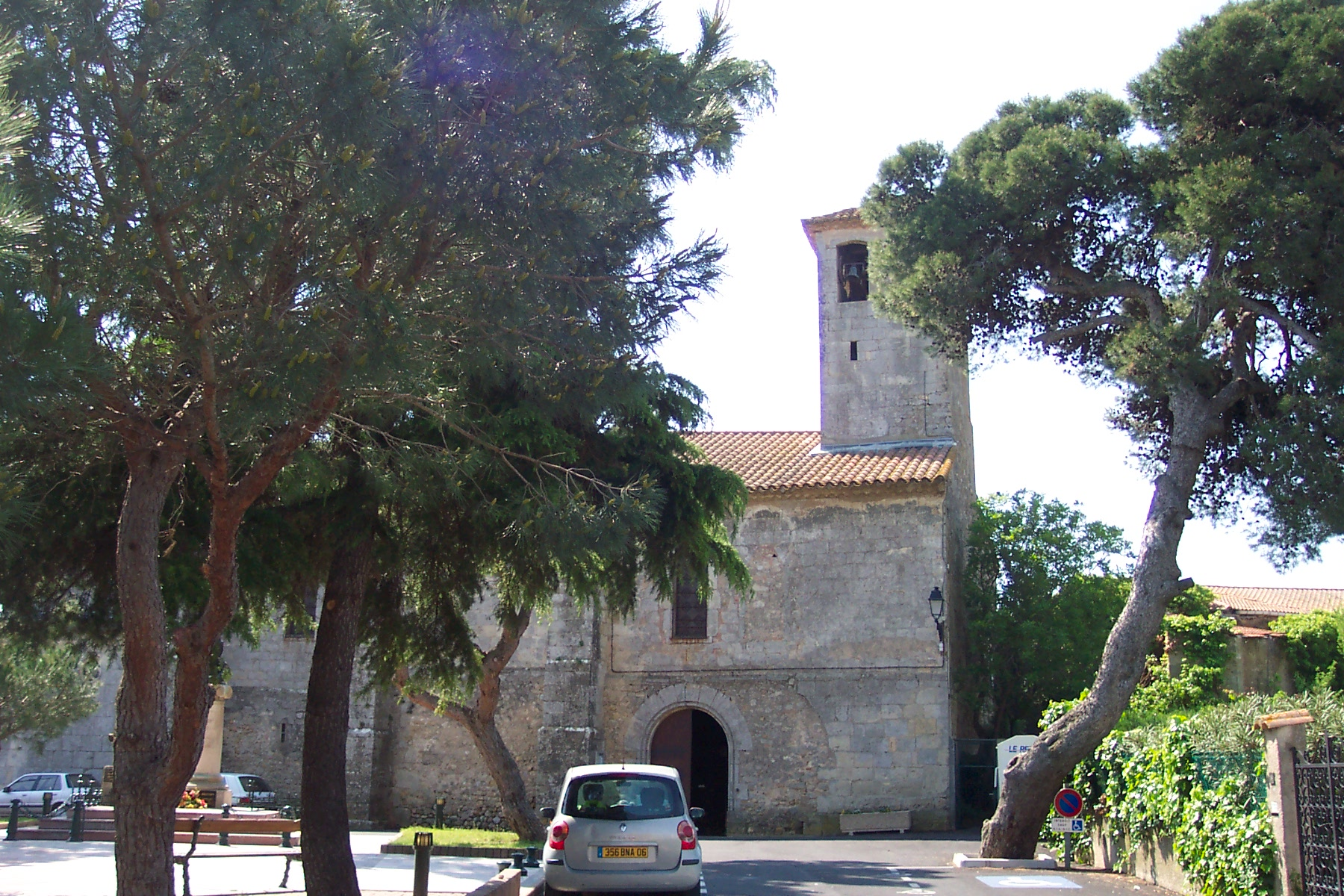
Kirche Saint-Corneille-et-Cyprien

- Kirche Saint-Corneille-et-Cyprien aus dem 12. Jahrhundert
- Uhrenturm mit Portal aus dem 12. Jahrhundert
- Schloss Sauvian

## Gemeindepartnerschaft
Mit der belgischen Gemeinde Paliseul in Wallonien besteht seit 1992 eine Partnerschaft.